# Richard Loskot
Richard Loskot (* 1984 Most) je český vizuální umělec, architekt, odborný asistent na Fakultě umění a architektury Technické univerzity v Liberci a zastupitel v Ústí nad Labem.

## Životopis
Vyrůstal v Krásném Březně. V roce 2003 začal studovat na Fakultě umění a architektury Technické univerzity v Liberci v atelieru Vizuální komunikace u profesora Stanislava Zippeho. V letech 2007–2009 studoval také na Akademie der bildenen Künste v Mnichově v ateliéru sochařství u Magdaleny Jetelové.
Je jedním ze zakládajících členů umělecké skupiny UAII, jejíž členové se zaměřují na „experimentální prostorovou tvorbu a zpracovávání komplexních prostředí“.
Pracoval jako pedagog na Fakultě umění a designu Univerzity J. E. Purkyně v Ústí nad Labem. Od roku 2017 působí jako pedagog na Fakultě umění a architektury Technické univerzity v Liberci, kde vedl vlastní atelier Environmentálního designu, z něhož se v roce 2020 stal atelier Tvorby ve veřejném prostoru. Tento atelier vedl společně s Jaroslavem Prokešem.
Ve své tvorbě se věnuje zkoumání posunu zažitého vnímání pomocí nevšedního zážitku. Využívá k tomu sofistikovaných prostředků a moderních technologií, které ve výsledku na diváka mohou působit jako propracovaný kouzelnický trik. Často pracuje se světlem a časem.
Žije v Ústí nad Labem, kde se aktivně se podílí na změnách ve veřejného prostoru. Společně s dalšími kolegy se zasloužil o záchranu kina Hraničář, které se během několika let stalo hlavní kulturní scénou a místem společenského setkávání. Založil i galerii v podchodu Procházka pod skutečností a aktivně se věnuje pořádání kulturních akcí ve snaze zkultivovat a povýšit veřejný prostor. V komunálních volbách v roce 2022 neúspěšně kandidoval na post primátora v Ústí nad Labem. Byl zvolen zastupitelem za hnutí PRO! Ústí.
Dne 24. května 2023 bylo otevřeno Umělecké studio Richarda Loskota v Ústí nad Labem.

## Dílo
- 2022 – Památník zemřelým policistům, Liberec – Památník byl odhalen 26. září 2022 u městské knihovny. Je tvořen skleněným válcem s vyrytými jmény 11 padlých policistů z druhé světové války, kteří sloužili v Liberci do roku 1938. Také je věnovaný policistům, kteří zemřeli ve službě v dobách míru. Na skle jsou vyryté i úryvky české hymny a výňatky přísah a slibů příslušníků bezpečnostních sborů od roku 1870 až do současnosti. Uprostřed válce je jabloň. Vybudování památníku financovala liberecká radnice. Projektová dokumentace byla zaplacena ze sbírky, kterou uspořádali policisté.[9] V květnu 2023 musela být vyměněna skla památníku, které již od začátku neměly správný rádius.[10]
- 2023 – expozice Benediktinské Policko – příběh z dob středověké kolonizace a Lidová zbožnost – kraj poutních míst, zázračných studánek a pověstí, Muzeum města Police nad Metují se správě Muzea Náchodska[11]

## Výstavy

### Samostatné výstavy (výběr)
- 2013 – Neskutečnost, Galerie Laboratorio, Praha[12]
- 2013 – 30 sekund, Galerie Buňka, Ústí nad Labem
- 2013 – Detail, Galerie Půda, Jihlava – CZV kostce, Cube x Cube Galerie, Liberec
- 2014 – Kolemjdoucí, Fenester, Prague – CZEx pozice, Dads, Liberec
- 2014 – Dveře jinam, NF, Ústí nad Labem
- 2014 – Světlo v obraze, Galerie Dům, Broumov
- 2014 – Časoprostorová mřížka, Galerie Etc, Praha
- 2014 – Europe Europe, Astrup Fearnley Museet, Oslo
- 2014 – Veletržní palác, Praha
- 2014 – Svět dostává nové dimenze, Cena Jindřicha Chalupeckého
- 2015 – Druhotná příroda, Geofyzikální ústav Akademie věd ČR, Praha
- 2015 – Teorie spiraly, Galerie 69, České Budějovice
- 2015 – Nadstavba, prostor, Obraz doby, Ústí nad Labem
- 2015 – Komplexní obraz, Galerie Hraničář, Ústí nad Labem
- 2016 – Budoucnost způsobuje minulost, OFF/FORMAT, Brno
- 2017 – Slepá mapa, Galerie Lauby, Ostrava
- 2017 – Like a cork on the wather, PopUp ArteBoccanera, Milano
- 2017 – Základní výzkum, Galerie Lázně, Liberec
- 2018 – Cosmology model, Boccanera gallery, Trento
- 2018 – Proměna pozorovatele, Gask, Kutná Hora
- 2018 – Subjektivní encyklopedie, Galerie Lázně, Liberec
- 2019 – cyklus osmi výstav na téma Spirála, Galerie TIC, Brno
- 2020 – Objekt a vědomí, Pražský dům, Brusel

### Skupinové výstavy (výběr)
- 2012 – Rituals of the Habitual, instalace ve veřejném prostoru, Plovdiv
- 2012 – Cena Jindřicha Chalupeckého, finále 2012, Dům pánů z Kunštátu, DUMB, Brno
- 2012 – Paralelní historie, GASK, Kutná Hora
- 2012 – Univerzita Předlice, Veletržní palác, NG Praha
- 2013 – Velké ticho, Gallery of Modern Art, Hradec Králové
- 2013 – Na hraně příběhu, Brno Art Open 2013, Dům Umění města Brna, Brno
- 2013 – Big Bang, Arte Boccanera Gallery / Pop-up Space Boccanera, Trento
- 2013 – Přírodní materiály, Stredoslovenská galéria, Banská Bystrica
- 2013 – Artissima, Internacional Contemporary Art, Turín
- 2013 – Skúsíme to cez vesmír, Nitranská Galéria, Nitra
- 2014 – Editions of light, Chemistry gallery, Praha
- 2015 – Biennale Giovany Monza, Monza
- 2015 – Tři generace, Rotor, Graz
- 2015 – Nové objemy pod Sluncem, Galerie Jaroslava Fragnera, Praha
- 2015 – Art Hause, Lapidarium, Praha
- 2015 – Nature, Civico gallery, Trento
- 2016 – Nezávislý výzkum subjektivity, 4 plus 4 dny v pohybu, Praha
- 2016 – In Their Eyes…, DUUL, Ústí nad Labem
- 2016 – Vesmír, Nod, Praha
- 2016 – Čas oponou trhnul a změněn svět, Galerije Entrance, Praha
- 2016 – In Their Eyes…, Eurocentrum, Bolzano
- 2017 – Objekt, Liberec
- 2017 – Don't worry boy, ForumBox, Helsinky
- 2017 – In Their Eyes…, MMSU, Rijeka
- 2017 – Nechte to Zemi, DuuL, Ústí nad Labem
- 2017 – Cena Jindřicha Chalupeckého, finále 2017, Moravská galerie, Brno
- 2019 – Nebe na zemi, Signál, Praha
- 2019 – λ ~ viditelné, neviditelné, Galerie Cella, Opava
- 2019 – Pravda vítězí(vá)! Obrazy nejen z českých dějin (intervence do výstavy), NG Veletržní palác
- 2019 – Za Pravdu, Galerie Jaroslava Fragnera, Praha
- 2019 – Kosmos, Galerie Klatovy/Klenová
- 2020 – Tma představ, Kostka Meetfactory
- 2020 – Sluneční klavír, instalace v rámci Smetanova Litomyšl
- 2020 – Voda pro tebe, instance v rámci Landscape festival Žižkov
- 2020 – Winter light, Canary Warf, Londýn

## Knihy
- Subjektivní encyklopedie, Společnost Jindřicha Chalupeckého, 2020[13][14]

## Ocenění
V roce 2007 zvítězil v soutěži Cenu EXIT, kterou pořádá Galerie Emila Fily v Ústí nad Labem. Třikrát se dostal do finále Ceny Jindřicha Chalupeckého (2012, 2014, 2017). V roce 2014 obdržel Cenu čtenářů časopisu Respekt.